# Kjeholmen (Masfjorden)
Ne doit pas être confondu avec Kjeholmen ou Kjeholmen (Sveio).
Kjeholmen est une île dans le landskap Sunnhordland du comté de Vestland. Elle appartient administrativement à Masfjorden.

## Géographie
Rocheuse et couverte d'arbres, à fleur d'eau, elle s'étend sur environ 268 m de longueur pour une largeur approximative maximale de 152 m. 